# Dachrieden
Dachrieden  is een dorp in de Duitse gemeente Unstruttal in het Unstrut-Hainich-Kreis in Thüringen. Het dorp wordt voor het eerst genoemd in de negende eeuw. 
Tot 1995 was Dachrieden een zelfstandige gemeente. In dat jaar fuseerden zes gemeenten, waaronder Dachrieden, tot de nieuwe gemeente Unstruttal.